# Basilius de Zalige

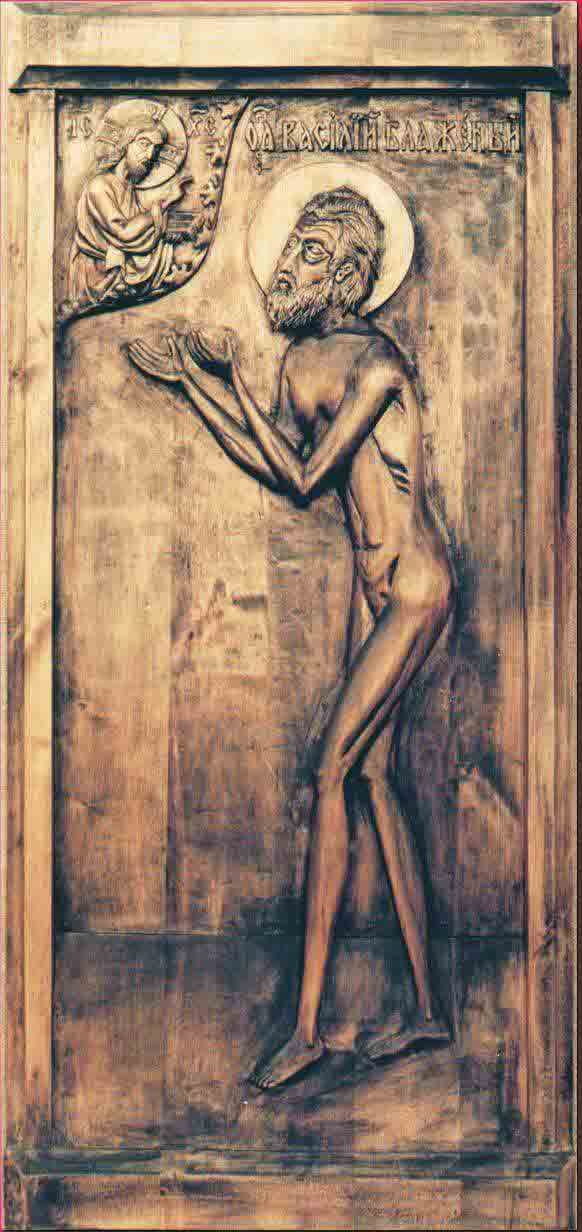
Bas-reliëf van Basilius de Zalige in de Basiliuskathedraal

Basilius de Zalige of Basilius de Gezegende (Russisch: Васи́лий Блаже́нный, Vasily Blazhenny) (Jelachovo (Елокьово), december 1469 - Moskou, 2 augustus 1552 of 1557) is een heilige van de Russisch-Orthodoxe Kerk. Hij werd heilig verklaard rond 1580 en wordt gevierd op 2 augustus.

## Biografie
Basilius werd in december 1469 geboren in Jelachovo (Елокьово), in de buurt van Moskou. Hij was een Russische zwerver en dief, in de tijd van Ivan de Vierde (ook wel Ivan de Verschrikkelijke genoemd) die diefstal pleegde om de armen te voeden. Hij zou Ivan de Vierde berispt hebben omdat hij niet naar de armen omzag en niet als een goede christen leefde. Ook wist hij een grote stadsbrand te voorspellen waardoor zwaarder leed werd voorkomen. Na zijn dood werd hij in de nog aanbouw zijnde kathedraal van Pokrov begraven waarbij Ivan de Vierde een van de kistdragers was. Daarom wordt de kathedraal tegenwoordig ook wel de Basiliuskathedraal genoemd.